# Joshua Cheptegei
Joshua Kiprui Cheptegei (ur. 12 września 1996 w Kapsewui) – ugandyjski lekkoatleta specjalizujący się w biegach długich, dwukrotny mistrz olimpijski, mistrz oraz wicemistrz świata.
Były rekordzista świata w biegu ulicznym na 10 km (Walencja, 2019). W 2014 został mistrzem świata juniorów w biegu na 10 000 metrów. W 2016 startował na igrzyskach olimpijskich w Rio de Janeiro, podczas których zajął 8. miejsce w biegu na 5000 metrów oraz był szósty na dwa razy dłuższym dystansie. Brązowy medalista mistrzostw świata w biegach przełajowych w drużynie seniorów (2017). W tym samym roku sięgnął po srebro mistrzostw świata w Londynie w biegu na 10 000 metrów. Podwójny złoty medalista igrzysk Wspólnoty Narodów (2018).  W 2019 zdobył złoto mistrzostw świata na dystansie 10 000 metrów. Podczas igrzysk olimpijskich rozgrywanych w Tokio w 2021 roku wywalczył złoty medal na dystansie 5000 metrów i srebrny w biegu na 10 000 metrów. Rok później w Eugene jak i w 2023 w Budapeszcie Ugandyjczyk obronił tytuł mistrza świata.
Złoty medalista mistrzostw Ugandy.

## Osiągnięcia
| Rok  | Impreza                                   | Miejsce        | Konkurencja            | Pozycja     | Wynik    |
| ---- | ----------------------------------------- | -------------- | ---------------------- | ----------- | -------- |
| 2014 | Mistrzostwa Afryki w biegach przełajowych | Kampala        | bieg juniorów          | 7. miejsce  | 23:19    |
| 2014 | Mistrzostwa świata juniorów               | Eugene         | bieg na 5000 m         | 4. miejsce  | 13:32,84 |
| 2014 | Mistrzostwa Afryki                        | Marrakesz      | bieg na 10 000 m       | –           | DNF      |
| 2014 | Mistrzostwa świata juniorów               | Eugene         | bieg na 10 000 m       | 1. miejsce  | 28:32,86 |
| 2015 | Mistrzostwa świata w biegach przełajowych | Guiyang        | bieg juniorów          | 11. miejsce | 24:11    |
| 2015 | Mistrzostwa Afryki juniorów               | Addis Abeba    | bieg na 10 000 m       | 1. miejsce  | 29:58,70 |
| 2015 | Mistrzostwa świata                        | Pekin          | bieg na 10 000 m       | 9. miejsce  | 27:48,89 |
| 2016 | Igrzyska olimpijskie                      | Rio de Janeiro | bieg na 5000 m         | 8. miejsce  | 13:09,17 |
| 2016 | Igrzyska olimpijskie                      | Rio de Janeiro | bieg na 10 000 m       | 6. miejsce  | 27:10,06 |
| 2017 | Mistrzostwa świata w biegach przełajowych | Kampala        | bieg seniorów          | 30. miejsce | 30:08    |
| 2017 | Mistrzostwa świata w biegach przełajowych | Kampala        | drużyna seniorów       | 3. miejsce  |          |
| 2017 | Mistrzostwa świata                        | Londyn         | bieg na 10 000 m       | 2. miejsce  | 26:49,94 |
| 2018 | Igrzyska Wspólnoty Narodów                | Gold Coast     | bieg na 5000 m         | 1. miejsce  | 13:50,83 |
| 2018 | Igrzyska Wspólnoty Narodów                | Gold Coast     | bieg na 10 000 m       | 1. miejsce  | 27:19,62 |
| 2019 | Mistrzostwa świata w biegach przełajowych | Aarhus         | bieg seniorów          | 1. miejsce  | 31:40    |
| 2019 | Mistrzostwa świata w biegach przełajowych | Aarhus         | drużyna seniorów       | 1. miejsce  |          |
| 2019 | Mistrzostwa świata                        | Doha           | bieg na 10 000 m       | 1. miejsce  | 26:48,36 |
| 2020 | Mistrzostwa świata w półmaratonie         | Gdynia         | półmaraton             | 4. miejsce  | 59:21    |
| 2020 | Mistrzostwa świata w półmaratonie         | Gdynia         | półmaraton (drużynowo) | 3. miejsce  |          |
| 2021 | Igrzyska olimpijskie                      | Tokio          | bieg na 5000 m         | 1. miejsce  | 12:58,15 |
| 2021 | Igrzyska olimpijskie                      | Tokio          | bieg na 10 000 m       | 2. miejsce  | 27:43,63 |
| 2022 | Mistrzostwa świata                        | Eugene         | bieg na 10 000 m       | 1. miejsce  | 27:27,43 |
| 2023 | Mistrzostwa świata w biegach przełajowych | Bathurst       | bieg seniorów          | 3. miejsce  | 29:37    |
| 2023 | Mistrzostwa świata w biegach przełajowych | Bathurst       | drużyna seniorów       | 3. miejsce  |          |
| 2023 | Mistrzostwa świata                        | Budapeszt      | bieg na 10 000 m       | 1. miejsce  | 27:51,42 |
| 2024 | Mistrzostwa świata w biegach przełajowych | Belgrad        | bieg seniorów          | 6. miejsce  | 28:24    |
| 2024 | Mistrzostwa świata w biegach przełajowych | Belgrad        | drużyna seniorów       | 2. miejsce  |          |
| 2024 | Igrzyska olimpijskie                      | Paryż          | bieg na 10000 m        | 1. miejsce  | 26:43,14 |

## Rekordy życiowe
- bieg na 3000 metrów – 7:33,24 (19 maja 2021, Ostrawa)
- bieg na 5000 metrów – 12:35,36 (14 sierpnia 2020, Monako) rekord świata
- bieg na 10 000 metrów – 26:11,00 (7 października 2020, Walencja) rekord świata
- bieg na 5 kilometrów – 12:51 (16 lutego 2020, Monako) do 2021 rekord świata, 3. wynik w historii światowej lekkoatletyki
- bieg na 10 kilometrów – 26:38 (1 grudnia 2019, Walencja) do 2020 rekord świata[1]
- półmaraton – 59:21 (17 października 2020, Gdynia)